# Crepidotus improvisus
Crepidotus improvisus är en svampart som först beskrevs av E. Horak, och fick sitt nu gällande namn av T.W. May & A.E. Wood 1995. Crepidotus improvisus ingår i släktet rödmusslingar och familjen Inocybaceae.   Inga underarter finns listade i Catalogue of Life.